# Триклиний

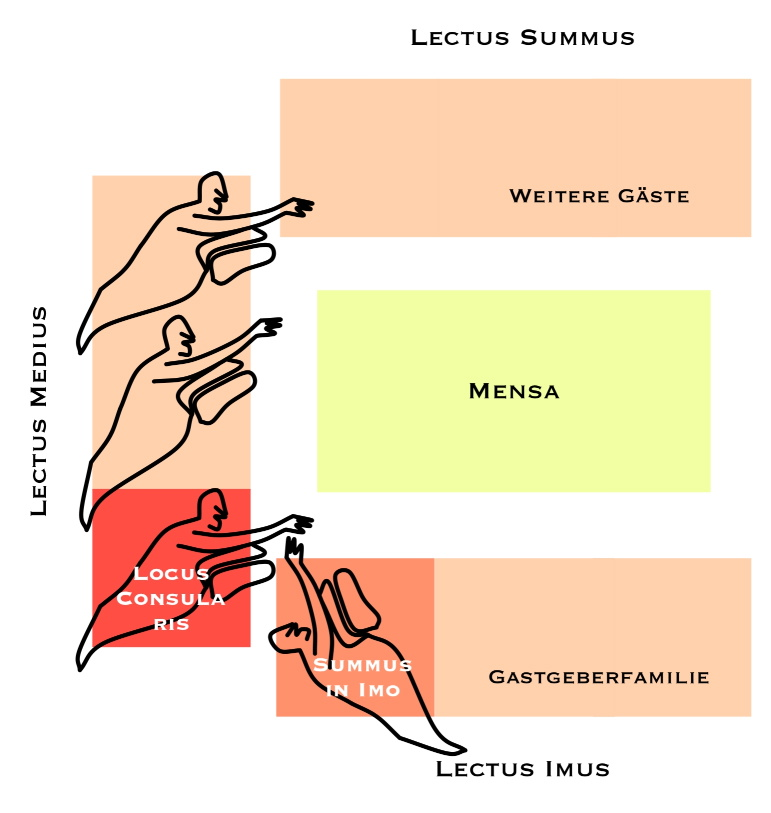

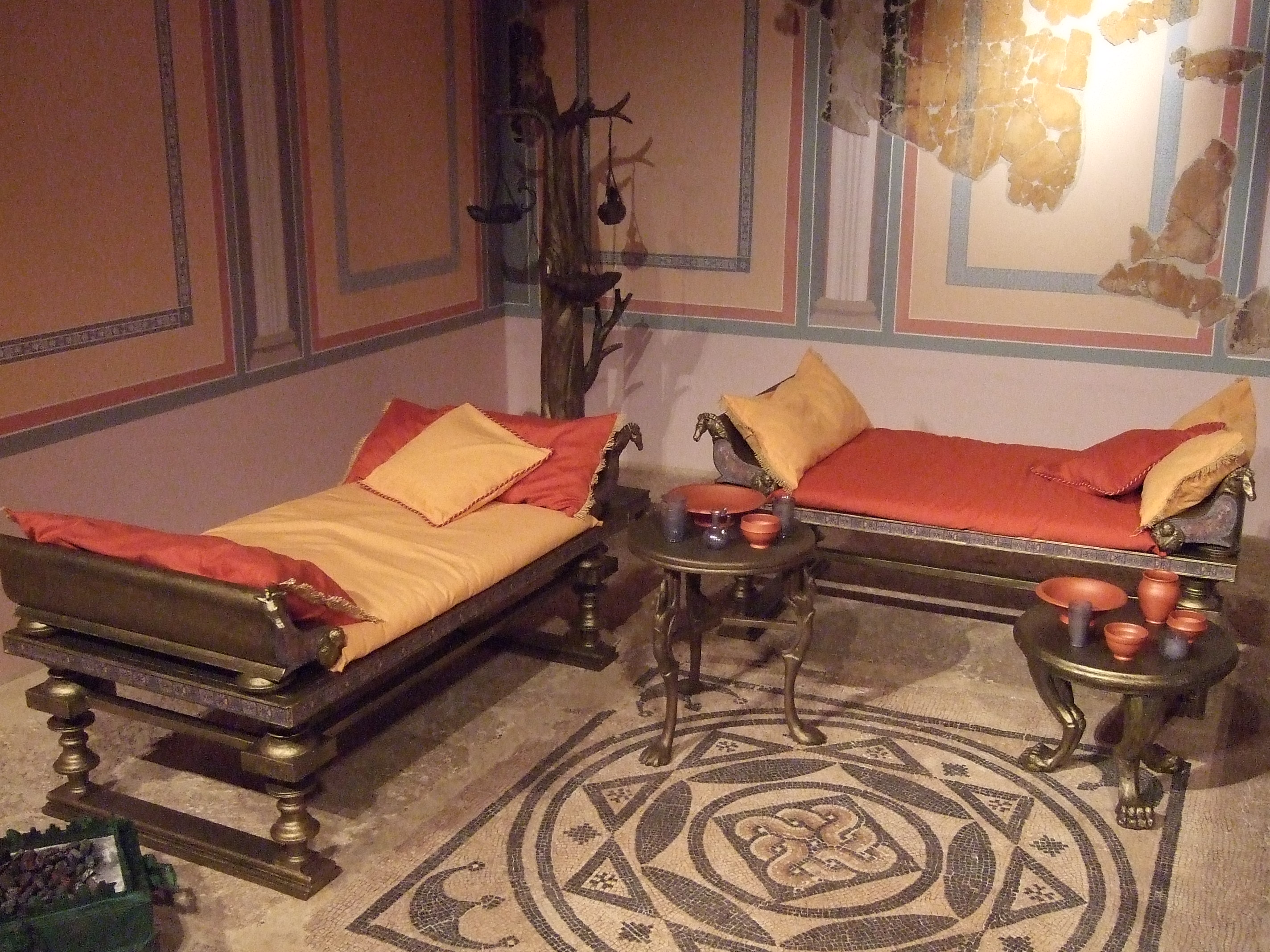
Реконструкция в Музее Сарагосы

Трикли́ний (лат. triclinium ← др.-греч. τρί-κλῑνον — столовая с тремя застольными ложами от др.-греч. τρεῖς, τρία — три + др.-греч. κλίνη — ложе, кровать) — пиршественный зал, столовая, выделенная в отдельную комнату под влиянием греческой традиции. Римляне ели, возлежа на ложах-клиниях (лектус триклиниарис). В доме могло быть несколько триклиниев. В триклиниях как правило располагалось три ложа буквой П; если их было два, это называлось биклиний.
Древние римляне ели за квадратным столом (mensa), окруженным с трёх сторон обеденными кушетками (lecti), с каждой стороны по одной; на четвертой стороне не было кушетки, так как оттуда подавали кушанья. На каждой кушетке могли возлежать по 3 человека, так что всего могли возлежать за столом 9 человек. А так как triclinium могло обозначать не только такое соединение 3 кушеток, но также комнату, в которой помещалось такое triclinium, то есть столовую, то, очевидно, и столовая первоначально была рассчитана всего только на 9 человек.
Впоследствии в одной столовой могли находиться и несколько триклиниев. За столом только в древнейшие времена сидели, впоследствии же всегда возлежали, причём пирующие облокачивались на левую руку. Распределение мест было следующее: верхняя (summus) и средняя (medius) кушетки предназначались для гостей, причем знатнейшие гости возлежали на средней; нижняя (imus) предназначалась для хозяина и его семейства или одного из его вольноотпущенников.
Из 3 мест на каждой кушетке лучшим считалось первое, так как оно находилось у самой спинки кушетки; остальные 2 могли облокачиваться только на несколько возвышенную переднюю часть кушетки. Сам хозяин возлежал на первом месте нижней кушетки. На средней кушетке важнейшим и почётнейшим местом считалось не первое, а третье, так наз. locus consularis; занимавший его гость находился подле хозяина.